# 郜家店镇
郜家店镇，是中华人民共和国辽宁省铁岭市西丰县下辖的一个乡镇级行政单位。
东北解放后，曾先后改名为“东风人民公社、郜家店人民公社、郜家店乡、1985年撤乡建镇。有耕地6.2万亩，其中近一半是肥沃的黑壤平地。有林面积14.7万亩，木材蓄积量为7.8万立方米，森林覆盖率为60.6% 。境内蕴藏着石灰石、粘土、硅石藏量最多，为发展建村工业提供了原料。同时还有铝锌矿、草灰土、矿泉水等矿产资源有待开发。

## 行政区划
郜家店镇下辖以下地区：
玉屏村、祥和村、安乐村、郜家店村、自由村、平原村、富春村、胜利村、荣安村、洪来村、宣化村、神树村、路家村、松树村、河崴村、会文村和工业园区社区。